# ナスィオナル・レコーズ
ナスィオナル・レコーズ（Nacional Records）
は、アメリカ合衆国ロサンゼルスのインディーズ系レコードレーベル。
様々なジャンルのラテンアメリカ系アーティストを擁し、ラテンアメリカ系の新しい音楽的才能の発掘にも力を注ぐレーベルとして知られている。

## 来歴
2004年設立。以来、グラミー賞やラテン・グラミー賞で数多く（55組以上）の受賞者やノミネート者を輩出し、アメリカ合衆国内のトップ・インディーズ系レーベルの１つと目されている。

## アーティスト
ここの項目の主要ソース：
| - アテルスィオペラードス（英語: Aterciopelados） - アンドゥレア・エチェベリ（英語: Andrea Echeverri） - バンダ・デ・トゥリスタス（スペイン語: Banda de Turistas） - エリック・ボボ（英語: Eric "Bobo" Correa） - ボンバ・エステレオ - チョッキブタウン（英語: ChocQuibTown） - マヌ・チャオ - アナ・ティジュ（英語: Ana Tijoux） - トニーノ・カロトーネ（英語: Tonino Carotone） - ラ・ビエン・ケリーダ（スペイン語: La Bien Querida） |  | - ロス・アミゴス・インビスィブレス（英語: Los Amigos Invisibles） - CHULIUS（チュリウス） - ヘロー・スィーホース!（英語: Hello Seahorse!） - ロス・ファブロソス・カディジャクス（英語: Los Fabulosos Cadillacs） - セニョール・フラビオ（英語: Flavio Cianciarulo） - マルディータ・ベスィンダード（英語: Maldita Vecindad） - M.I.S.（英語: Mexican Institute of Sound） - ノルテック・コレクティヴ（英語: Nortec Collective） - Bostich+Fussible（ボスティッチ＋フッスィブレ） - Clorofila（クロロフィラ） |

| - MONARETA（モナレータ） - パチャ・マッスィヴ（英語: Pacha Massive） - ザ・ピンカー・トウンズ（英語: The Pinker Tones） - プラスティリナ・モシュ（英語: Plastilina Mosh） - キエロ・クラブ（英語: Quiero Club） - トドス・トゥス・ムエルトス - フィデル・ナダル（英語: Fidel Nadal） - サラ・バレンスエラ（スペイン語: Sara Valenzuela） - ディエゴ・ガルスィア（英語: Diego Garcia (musician)） - アレクス・アンワンドゥテル（スペイン語: Álex Anwandter） |  | - ラ・ビーダ・ボエーム（英語: La Vida Bohème） - Matorralman（モトラルマン） - モニカ・ライオンハート（英語: Monica Lionheart） - RAUL Y MEXIA（ラウル・イ・メクサイア） - RITMO MACHINE（リトゥモ・マシーン） - DJ AFRO（DJアフロ） - DJラフ（英語: DJ Raff） - トム・トム・クラブ - キンキィ（英語: Kinky (band)） - SHE'S A TEASE（シィズ・ア・ティーズ） |  | - ノ・テ・バ・グスタル（英語: No Te Va Gustar） - ハラベ・デ・パロ（英語: Jarabe de Palo） - POLOCK（ポロック） - ロス・ブンケルス - ラティン・ビットマン（英語: DJ Bitman） - Bitman & Roban（ビットマン＆ロバン） - セニョール・ココナット（英語: Uwe Schmidt） - Cuarto poder（クアルト・ポデール） - DAPUNTOBEAT（ダプントビート） - ELASTIC BOND（イラスティック・ボンド） |

| - FURLAND（ファーランド） - LOS MACUANOS（ロス・マクアノス） - Misterio（ミステリオ） - Natalia Clavier（ナタリア・クラビエール） - RVSB - アストロ（英語: Astro (Chilean band)） - STUDENT TEACHERS（ステューデント・ティーチャーズ） - AJ Dávila（エイ・ジェイ・ダビラ） - サンテ・レ・アミ（スペイン語: Santé Les Amis） |

## 日本での輸入販売元
東京都調布市にあるインディペンデント・レコード会社MUSIC CAMP, Inc.が、
日本での、ナスィオナル・レコーズの独占輸入販売元となっている。（2015年3月現在）